# Màscula
Màscula és una antiga ciutat amazic númida que correspon a la ciutat de Khenchela, a l'Algèria actual. És l'antiga capital militar del sud de Numídia o "Numídia Militar", i fou la seu de batalles i guerres a l'Aurés amb els romans. Més tard esdevingué una colònia romana.

## Història
Màscula era a les muntanyes d'Aurés (part de les muntanyes de l'Atles), a una altitud de 1.200 m, i gaudia d'un clima mediterrani fresc. Era una de les ciutats més fredes de Numídia. Aquest indret fou escollit pels legionaris romans per a retirar-se com a veterans.

Màscula fou construïda sota el govern de Trajà i estava guarnida per la "7a Companyia dels Lusitans". Era un castre (amb un vicus proper) situat a la carretera militar que unia Theveste amb Setifis, seguint els estreps de les muntanyes d'Aurés. Màscula estava connectada a les fortificacions de Tinfadi, Vegesela, Claudi i Tliamugas. Des d'un punt de vista estratègic, era la més important d'aquestes fortaleses, perquè controlava l'accés númida al Sàhara.
| « | En temps posteriors, quan el cristianisme s'havia establert fermament a l'Àfrica romana, Màscula va gaudir d'un breu període de prosperitat. S'hi van descobrir molts ornaments cristians i es van conservar els noms de quatre bisbes de Màscula: Clarus al s. III, Donat al s. IV, Januarius a finals del s. V i un altre Donat a principis del s. VI. Sembla que la ciutat va patir terriblement cap a mitjan segle IV a causa de les incursions de tribus amazics que s'havien unit per destruir-la. Durant el domini romà d'Orient, el general Salomó va transformar Màscula en una ciutat de guarnició amb muralles defensives. Finalment, quan els àrabs van escombrar la zona, la història de Màscula com a ciutat va arribar a la fi. (Alexander Graham) | » |

 Al segle iv, Màscula és al centre de la controvèrsia del donatisme.
S'hi han descobert mosaics magnífics, i unes termes romanes que daten de finals del segle iii, que encara existeixen i funcionen eficientment després de ser restaurades.
Màscula va ser fins i tot un dels centres de resistència romanoamazic contra els àrabs, sota el regnat de la reina Kàhina. Sembla que després de la conquesta musulmana del Magrib, la ciutat fou rebatejada en honor a una de les filles de Kàhina: Khenchela, que significa 'àngel' en amazic.

## Diòcesi
La Diòcesi de Màscula és una seu suprimida i una seu titular de l'Església Catòlica.
El Martirologi romà, amb data del 29 de març, esmenta sant Arquínim, nascut a Màscula, que fou martiritzat amb els seus companys durant el regnat del rei vàndal Genseric. També els esmenta Victor de Vite en la seua obra sobre la persecució dels vàndals, Histoire de la persécution vandale en Afrique.
Hi ha testimonis d'alguns bisbes d'aquesta antiga diòcesi africana. Clarus va participar en el Concili de Cartago convocat l'1 de setembre del 256 per Cebrià de Cartago, per a debatre la validesa del baptisme administrat per heretges. Apareix en el lloc 79 del Sententiae episcoporum.
Donatus era al Concili de Cirta el 5 de març del 305, i el van acusar de cremar llibres sagrats durant la persecució del 303. Aquests fets, els relata Optat de Milet en el seu Tractat contra els donatistes.
Al Concili de Cartago de l'any 411, que va reunir bisbes catòlics i donatistes de l'Àfrica romana, acudiren el catòlic Malc i el donatista Vitale. Aquest era un antic diaca catòlic, rebatejat i consagrat sacerdot en la fe donatista. La seua ordenació episcopal es va retardar perquè primer l'havien acusat d'adulteri. També se li atribueix una inscripció descoberta a prop de Màscula. És molt probable que Malc siga el mateix bisbe del mateix nom esmentat, sense indicació de seu, entre els subscriptors del concili antipelagià realitzat a Milevum el 416.
El nom de Januarianus apareix al lloc 94 de la llista de bisbes de Numídia convocats a Cartago pel rei vàndal Huneric l'any 484. Com tots els altres bisbes catòlics africans, fou condemnat a l'exili. El bisbe Januarius participà en el Concili de Cartago de l'any 525, però com que era massa gran, no pogué signar-ne les actes, que van ser subscrites en nom seu per Gennarius de Vegesela de Numídia. Aquesta indicació duu a Mandouze a pensar que el bisbe Januarianus del 484 és el mateix que Januariarius del 525.
Des del 1933, Màscula ha estat considerada una diòcesi titular catòlica.